# Place de la Paix (Kramatorsk)
Pour les articles homonymes, voir Place de la Paix.
La place de la Paix (en ukrainien : площа Миру [plochtcha Myrou]) est la place principale de Kramatorsk  dans l'est de l'Ukraine.
Construite au début des années 1960 sous l’ère soviétique, la place est alors nommée « place Lénine », du nom du révolutionnaire communiste russe Vladimir Ilitch Lénine. Dans les années 2010, soit près de vingt ans après la proclamation de son indépendance, l’Ukraine se déleste de son héritage communiste. Cette décommunisation amène au nom actuel de la place.
Pendant la guerre du Donbass en 2014, la place est le théâtre d’affrontements entre « loyalistes ukrainiens » et « séparatistes pro-russes » pour le contrôle de la ville. 
Cette place centrale regroupe deux bâtiments importants : le palais de la culture et de la technologie NKMZ et l’hôtel de ville de Kramatorsk.

## Situation et accès
La place de la Paix est une voie publique entièrement piétonne est située au centre de Kramatorsk,. Elle en est, de fait, la place centrale,.
De forme rectangulaire, cette place est jointe par l’avenue de la Paix.

## Historique
Après avoir été baptisée « place Lénine », la voie est nommée « place de la Paix » afin de répondre aux attentes de la loi ukrainienne sur la décommunisation.

### Place Lénine

#### Ère soviétique et postindépendance

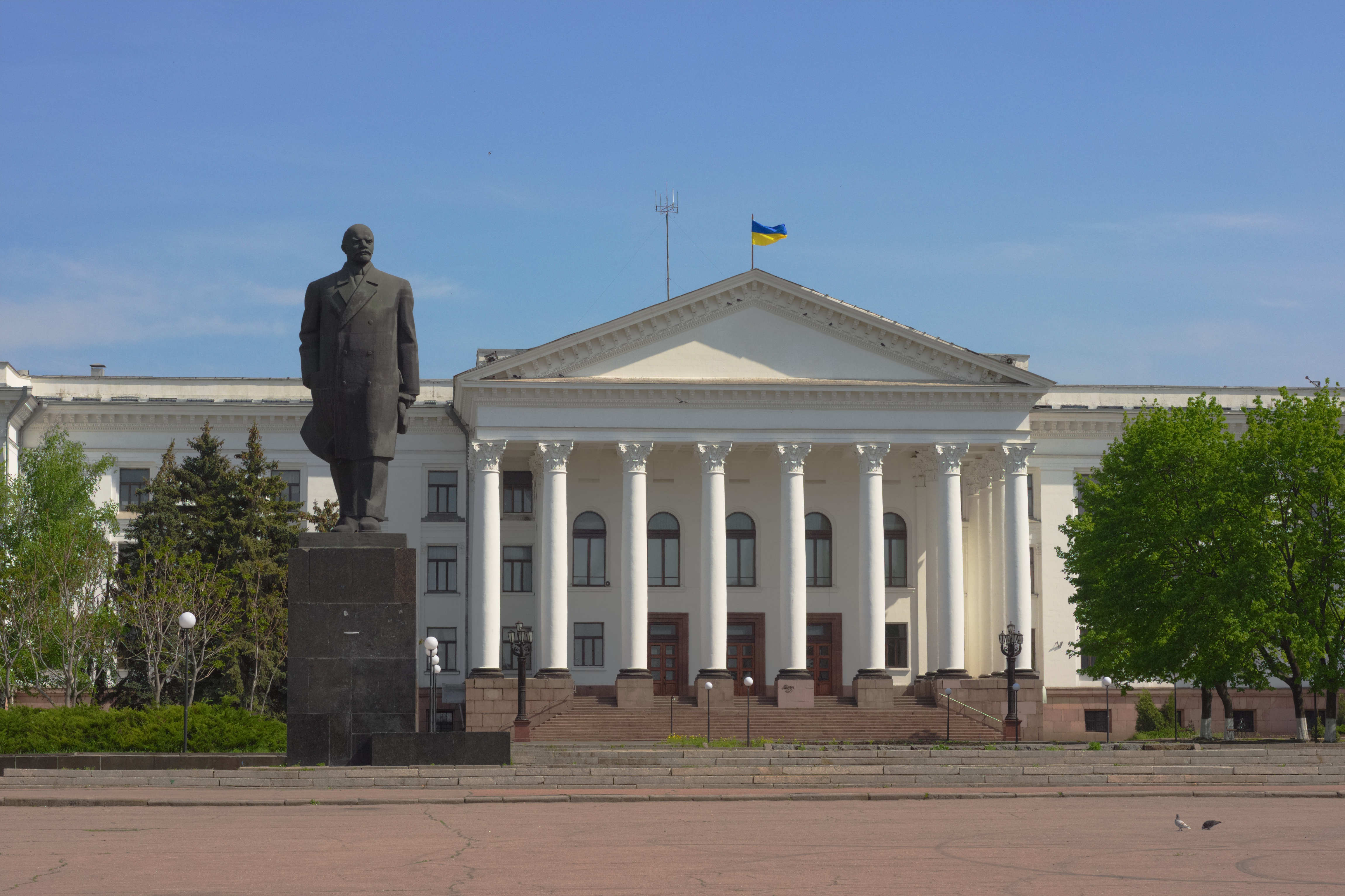
La statue de Lénine sur la place du même nom en 2012, vestige de la période soviétique.

La place est construite au début des années 1960. Elle porte alors le nom de « place Lénine » en l’honneur du meneur de la révolution d’Octobre 1917, Vladimir Ilitch Lénine.
Plus tard, en 1970 une statue est érigée sur un piédestal en la mémoire de celui-ci.
Pour une raison inconnue, la place n’avait pas d’adresse postale avant 2011, sans que cela entrave l’acheminement du courrier.

#### Guerre du Donbass et«décommunisation»
Le 12 avril 2014, au tout début de ce qui devient la guerre du Donbass, un agitateur hisse le drapeau de la république populaire de Donetsk, autoproclamée État, sur le toit de l’hôtel de ville de Kramatorsk. Ceci a lieu sous le regard des policiers censés protéger le bâtiment des manifestants amassés sur la place. Cet événement s’inscrit dans la trame narrative de la prise de Kramatorsk le même jour par les séparatistes pro-russes,.

Dans la nuit du 1er juillet 2014, les bombardements non identifiés qui s’abattent sur Kramatorsk endommagent un immeuble donnant sur la place,,.

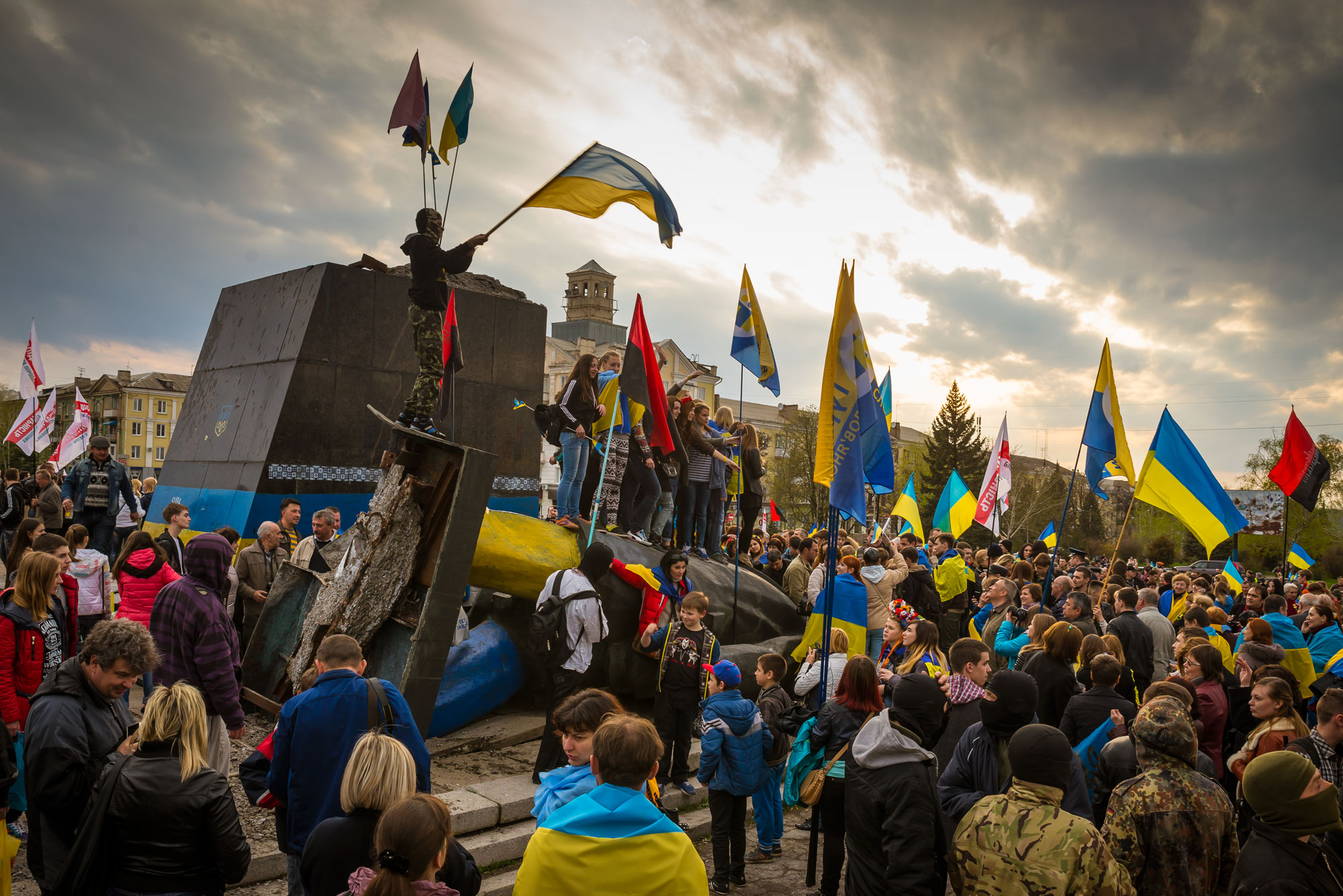
La statue de Lénine en berne, en marge de la manifestation du 17 avril 2015.

Le 5 juillet 2014, la ville est reprise par les forces loyalistes. Cet événement est célébré par un rassemblement organisé sur la place. Pendant les semaines qui suivent, deux tentatives de déboulonnement de la statue de Lénine se succèdent. La première, à l’initiative de manifestants, est avortée par l’armée ; la seconde, à l’initiative de la Ville, qui prétexte une restauration, est abandonnée,,. Résignés, de jeunes activistes nationalistes peinturlurent plus tard la statue aux couleurs de l’Ukraine. Finalement, tandis que le déplacement de la statue était à l’ordre du jour du conseil municipal du 22 avril 2015,, un groupe d’activistes associé à Svoboda renverse la statue de Lénine le 17 avril malgré l’intervention de la police, à la faveur d'une manifestation loyaliste,,,.
En août 2015 le nom de la place figure dans une liste de 167 éléments de Kramatorsk à décommuniser puis est mis en débat en octobre par le conseil municipal, ce dernier lui préférant le nom de « place de la Paix ». En 2016, la place Lénine est renommée place de la Paix, conformément à la loi sur la décommunisation en vigueur. Ce n’est pas la première fois que son nom est remis en question, puisqu’en 2013 le projet de renommer la place en « place Chevtchenko », du nom de l’artiste Taras Chevtchenko, est élaboré avant d’être rejeté par le conseil de Kramatorsk dans une décision du 11 juin,.

### Place de la Paix

#### Réaménagement de la voirie

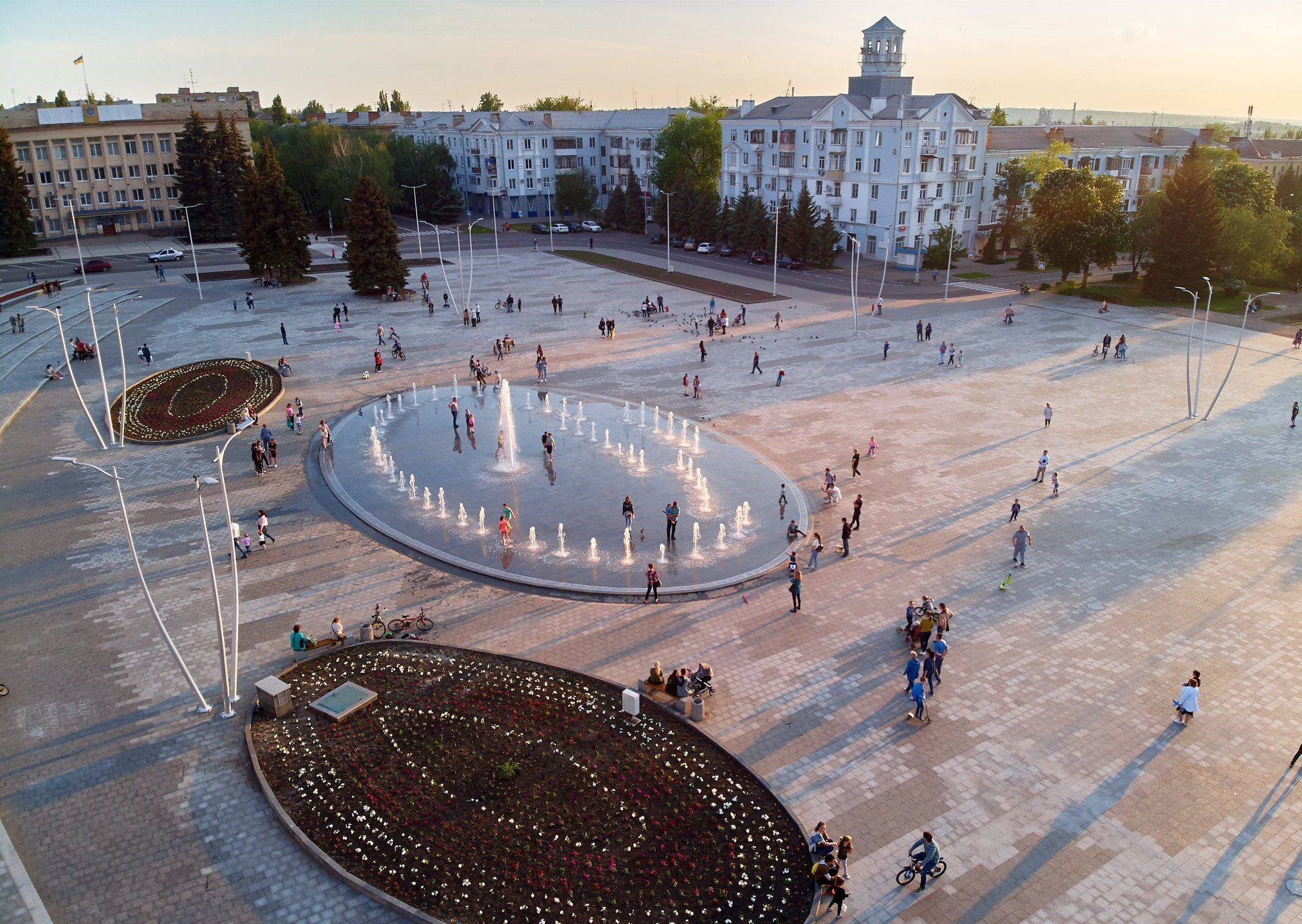
Vue en plongée sur la place de la Paix et sa fontaine en 2019.

L'idée de reconstruire la place centrale de Kramatorsk nait en 2016. Pour ce faire, un concours récompensant le meilleur projet de réaménagement de la voirie est organisé la même année et voit l’un des projets se distinguer des cinq autres,. Pourtant, aucun d’eux ne voit le jour. Un projet autre de rénovation est de nouveau évoqué début 2017, cette fois sans concours. Une esquisse décrivant son apparence future est proposée en juillet 2017. Il s’ensuit alors un long processus. Attendus en 2017, les travaux commencent réellement en mai 2018,. L’objectif est alors de les achever avant le 150e anniversaire de Kramatorsk. C’est pourquoi le piédestal de la statue de Lénine est retiré et laisse place à une fontaine d'une superficie de 700 m2 composée de 55 buses. Pour autant, bien que n’empêchant pas le tenue du jubilé des 150 ans, le délai de réalisation des travaux n’est pas tenu et des aménagements restent à réaliser,. Grâce aux travaux, la place cesse d’être un espace urbain typique d'une ville post-soviétique. Le nouveau pavement de la voirie est en granit. 

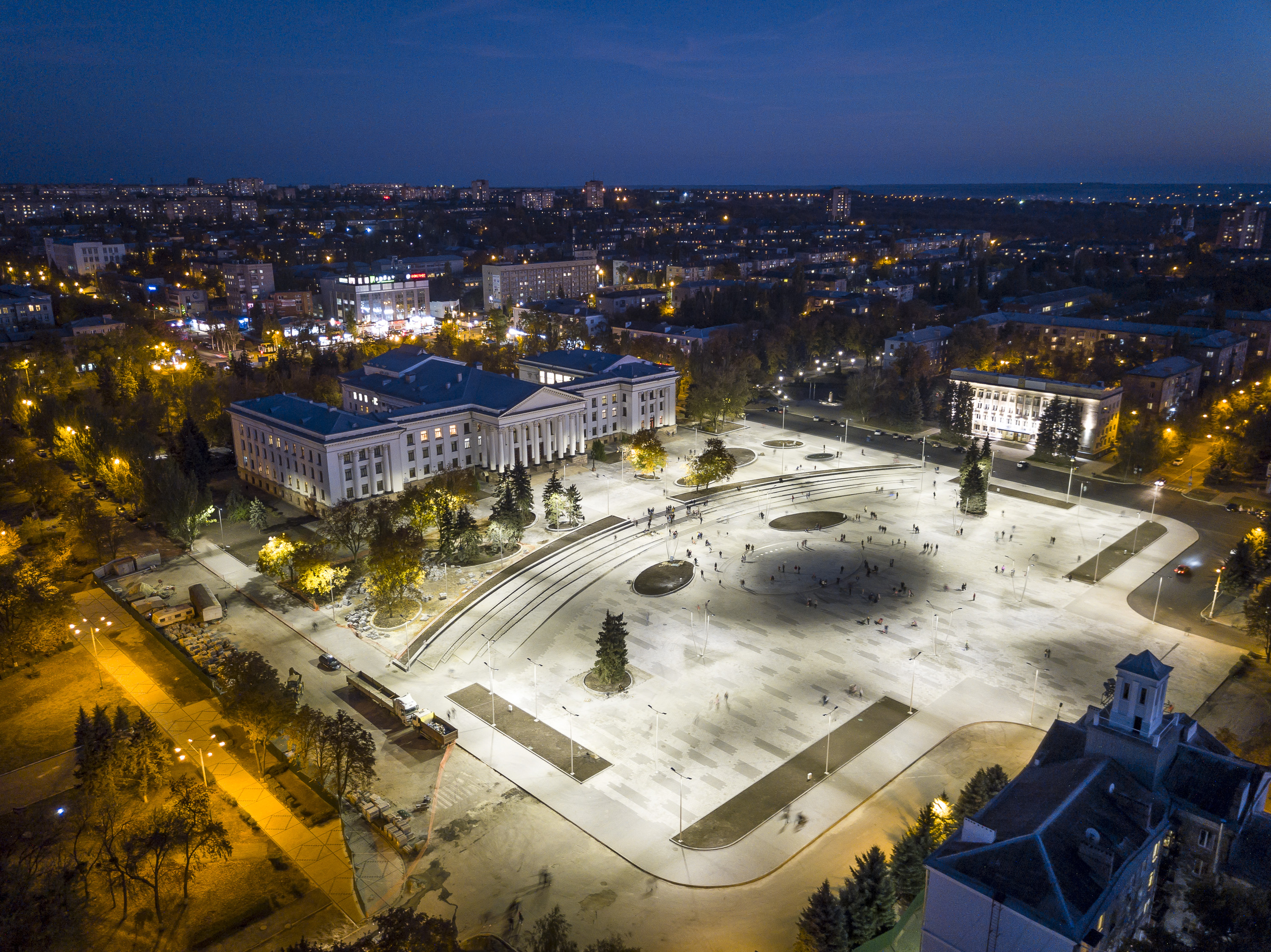
Vue en plongée sur la place de la Paix en 2018.

En 2021, après quatre ans de réalisation, les travaux sont terminés. 

#### Invasion russe
Lors de l’invasion de l'Ukraine par la Russie, un bombardement russe de 9A52-4 Tornade survenu le 15 juillet 2022 laisse un cratère de deux mètres et brise les vitres des immeubles alentour sans faire de victime,,,,,,,,,.

## Bâtiments remarquables et lieux de mémoire

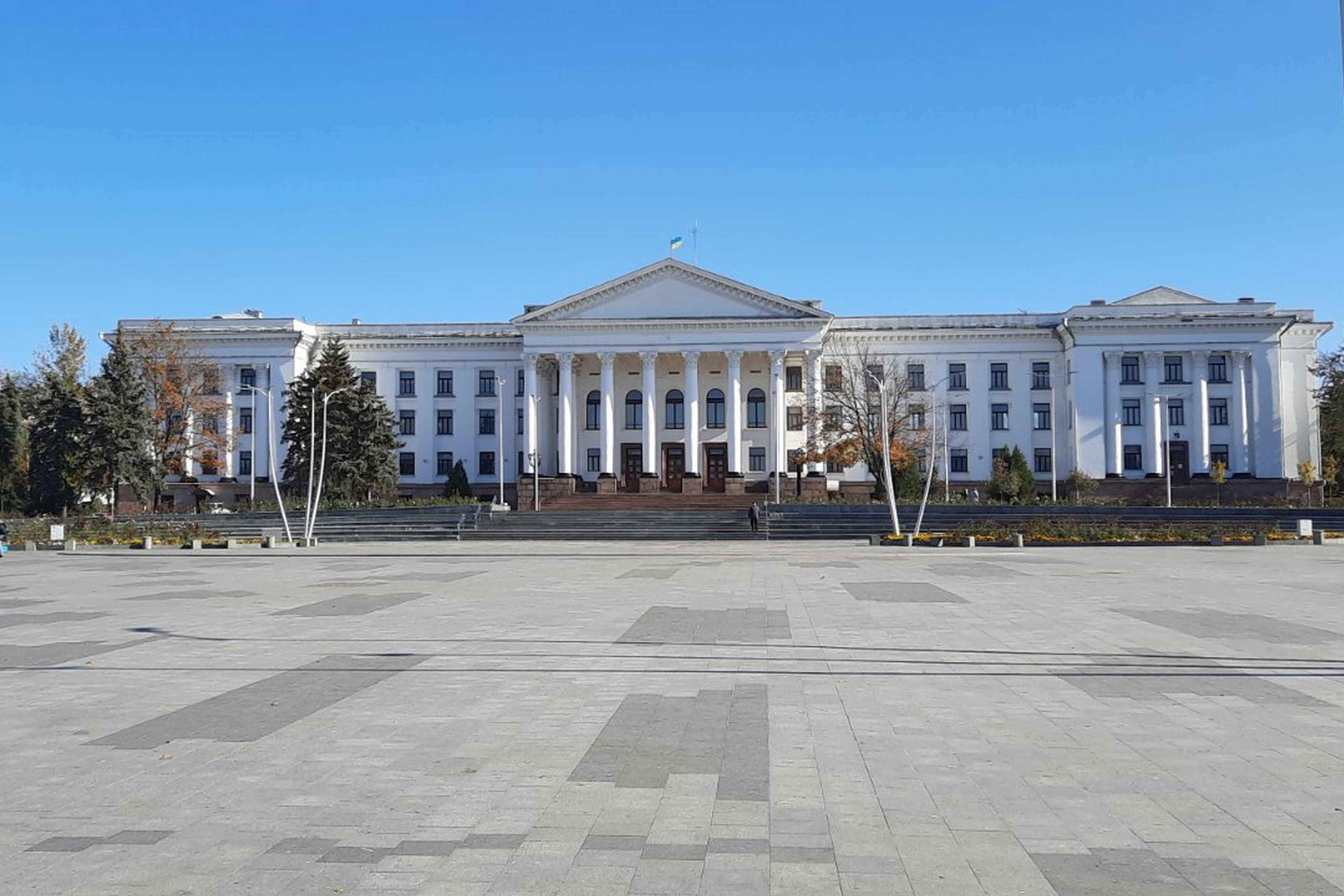
Le palais de la culture et de la technologie NKMZ depuis la place de la Paix en 2021.

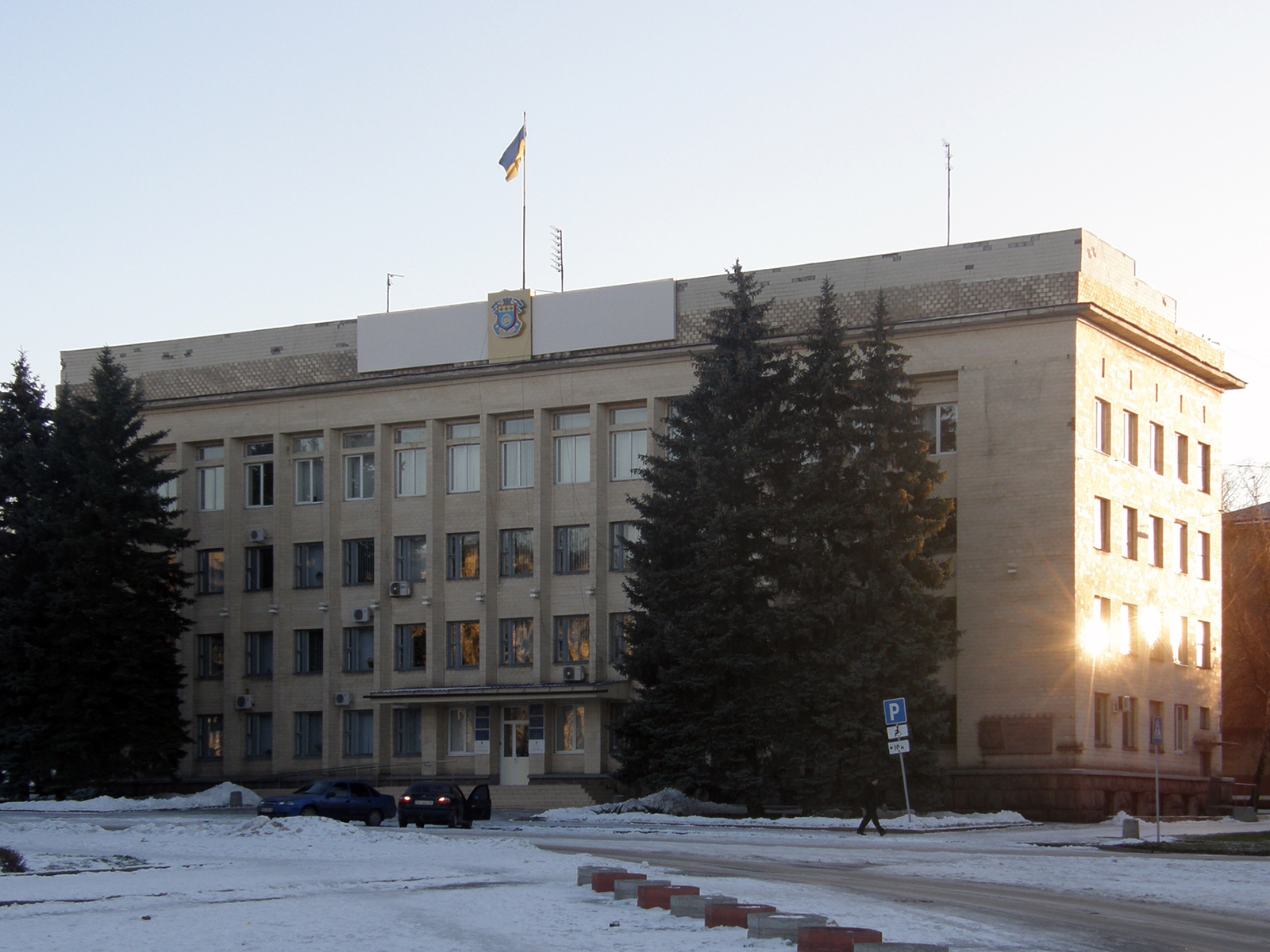
L’hôtel de ville de Kramatorsk depuis la place de la Paix en 2012.

La place est dominée par l’architecture néoclassique du palais de la culture et de la technologie NKMZ, situé au no 1.
L’hôtel de ville de Kramatorsk est situé au no 2,. En plus des services administratifs de la Ville, le bâtiment abrite depuis 2014 certains services administratifs de l’oblast de Donetsk,.

## Fonctions urbaines
Jusque dans sa conception, la place de la Paix est dévolue aux manifestions culturelles. En effet, les marches en terrasse disposées en hémicycle peuvent accueillir des spectateurs lors des concerts, tandis qu’une scène peut être installée à l'entrée de la place depuis l'avenue de la Paix,.
Le lieu est prisé des amateurs de skateboard.
La place est parfois le lieu de parades et autres cérémonies militaires. Certaines cérémonies peuvent être aussi commémoratives et aborder des sujets plus politiques tels que la paix en Europe ou la résistance au fascisme.